# 19383 Rolling Stones
Rolling Stones (asteróide 19383) é um asteróide da cintura principal, a 1,9575068 UA. Possui uma excentricidade de 0,1523645 e um período orbital de 1 281,83 dias (3,51 anos).
Rolling Stones tem uma velocidade orbital média de 19,59953002 km/s e uma inclinação de 6,79314º.
Este asteróide foi descoberto em 29 de Janeiro de 1998 por ODAS.